# Oceana County
Oceana County is een county in de Amerikaanse staat Michigan.
De county heeft een landoppervlakte van 1.400 km² en telt 26.873 inwoners (volkstelling 2000). De hoofdplaats is Hart.